# Ambasada Rzeczypospolitej Polskiej w Republice Malty z siedzibą w Valletcie
Ambasada Rzeczypospolitej Polskiej w Republice Malty z siedzibą w Valletcie (ang. Embassy of the Republic of Poland in Valletta) – misja dyplomatyczna Rzeczypospolitej Polskiej w Republice Malty. Mimo użytego w oficjalnej nazwie sformułowania w Valletcie ambasada nie mieści się w stolicy Malty a w oddalonej od niej o 2,5 km miejscowości Santa Venera.   

## Historia
Polska nawiązała stosunki dyplomatyczne z Maltą 23 października 1971. W państwie tym akredytowany był ambasador Polski we Włoszech rezydujący w Rzymie. W 2014 Jolanta Janek została jako pierwsza ustanowiona osobnym ambasadorem na Malcie. Jako ambasador wizytująca na stałe przebywała w Warszawie. Po zakończeniu kadencji przez Jolantę Janek, nowy ambasador Tomasz Czyszek na podstawie decyzji Ministra Spraw Zagranicznych z 25 czerwca 2019 otrzymał misję utworzenia Ambasady RP w Valettcie. Na uruchomienie placówki przeznaczono 813 262 euro. Do 31 lipca 2020 funkcje konsularne wykonywała Ambasada w Rzymie.
Oficjalne otwarcie placówki przez ministra Zbigniewa Raua w obecności ministra Iana Borga nastąpiło 21 kwietnia 2023. Przed tą datą Ambasada nie posiadała stałej siedziby, a tymczasowa siedziba urzędu konsularnego znajdowała się w Birkirkarze.